# داینو کرایسیس
داینو کرایسیس (به انگلیسی: Dino Crisis) به معنی بحران داینو، یک بازی ویدئویی در سبک ترس و بقا است که توسط شینجی میکامی خالق سری رزیدنت ایول در استودیو شماره ۴ شرکت بازی‌سازی کپ‌کام ساخته و در سال ۱۹۹۹ ابتدا در ژاپن و سپس در اروپا برای کنسول پلی‌استیشن و در سال ۲۰۰۰ برای دریم‌کست و مایکروسافت ویندوز پورت شد. این اولین نسخه از مجموعه بازی‌های ویدئویی داینو کرایسیس به‌شمار می‌رود که دو دنباله با عنوان‌های داینو کرایسیس ۲ و داینو کرایسیس ۳ برای این بازی ساخته شده است.
داینو کرایسیس با فروشی بیش از ۲.۴ میلیون نسخه در پلی‌استیشن، یک موفقیت تجاری به‌شمار می‌رفت. منتقدان این بازی را به شدت با رزیدنت ایول مقایسه کردند و برخی آن را با عنوان «رزیدنت ایول با دایناسورها» توصیف کردند. آن‌ها همچنین سختی بازی، گرافیک و روند بازی را مورد تحسین قرار دادند.
به جای استفاده از پس‌زمینه‌های از پیش رندر شده‌ای که در بازی‌های رزیدنت ایول قبل از آن دیده می‌شد، داینو کریسیس از یک موتور اختصاصی با پردازش 3D استفاده می‌کند که محیط‌های سه‌بعدی را نمایش می‌دهد. گیم‌پلی این بازی شامل مکانیک‌های مرسوم ژانر ترس و بقا مانند اکشن و معماست و طوری طراحی شده تا ترس مداوم و شدیدتری ایجاد کند، چرا که دایناسورهای بازی سریع، باهوش و خشن هستند. کپکام بعدها این بازی را با عنوان «ترس و وحشت» به جای «ترس و بقا» معرفی کرد که ناشی از همین تغییرات طراحی بود.  
تیم توسعه‌دهنده از حیوانات درنده به عنوان الگو برای انیمیشن و رفتار دایناسورها استفاده کردند. دیدگاه شینجی میکامی (کارگردان بازی) به طور کامل محقق نشد، چون او می‌خواست هوش مصنوعی پیچیده‌تری برای دایناسورها طراحی کند. با این حال، او معتقد بود که تیم توانسته محیط‌هایی با جزئیات کافی خلق کند، علیرغم محدودیت‌های سخت‌افزاری آن زمان.  
داینو کریسیس هم از نظر تجاری و هم از نظر منتقدان موفق بود و نسخه پلی‌استیشن آن بیش از ۲.۴ میلیون نسخه فروخت. بسیاری از منتقدان آن را با رزیدنت ایول مقایسه کردند و برخی حتی آن را "رزیدنت ایول با دایناسورها" نامیدند. آنها از هیجان بازی، گرافیک و گیم‌پلی آن تعریف کردند، هرچند برخی به تنوع کم دایناسورها، محیط‌های تکراری و معماهای گاه خسته‌کننده انتقاد داشتند.  
این بازی در سال ۲۰۰۰ برای دریم‌کست و ویندوز منتشر شد و در سال ۲۰۰۶ دوباره در پلی‌استیشن نتورک عرضه گردید. دو نسخه مختلف برای گیم بوی کالر در حال توسعه بود که هر دو لغو شدند. در اکتبر ۲۰۲۴، این بازی برای کاربران اشتراک پرمیوم پلی‌استیشن پلاس در دسترس قرار گرفت و در نوامبر همان سال برای خرید جداگانه در پلی‌استیشن استور عرضه شد. در ژانویه ۲۰۲۵ نیز داینو کریسیس و دنباله آن در سایت گاگ دات کام با پشتیبانی از ویندوز ۱۰ و ۱۱، رزولوشن ۴K و کنترلرهای مدرن بازنشر شد.

## داستان
در سال ۲۰۰۹، تیم عملیات مخفی (S.O.R.T.) یک مأمور به نام تام را به عنوان محقق مخفی به یک تأسیسات تحقیقاتی در جزیره آیبیس می‌فرستد. او متوجه می‌شود که دکتر ادوارد کیرک، دانشمند مشهور جهانی که سه سال پیش مرده در حال رهبری یک پروژه محرمانه تسلیحاتی در این تأسیسات است. S.O.R.T. چهار مأمور (رجینا، گیل، ریک و کوپر) را برای یافتن، دستگیری و بازگرداندن کیرک اعزام می‌کند. تیم در تاریکی شب با چترهای‌نجات از هلیکوپتر به جزیره وارد می‌شود. کوپر از مسیر منحرف شده و در جنگل دور از بقیه فرود می‌آید. او در تاریکی گم شده و توسط یک تیرانوسوروس رکس تعقیب و خورده می‌شود، در حالی که بقیه تیم از این موضوع بی‌خبرند. سه مأمور دیگر، بدون اطلاع از مرگ او، مأموریت را ادامه می‌دهند.  
پس از ورود به پایگاه، مأموران اجساد مثله شده و تا حدی خورده شده پرسنل امنیتی و دانشمندان را پیدا می‌کنند. پس از تقسیم وظایف برای احیای برق تأسیسات، گیل ناپدید می‌شود. رجینا در جستجوی او با یک ولوسیرپتور مواجه می‌شود. پس از پیوستن به ریک، آن‌ها متوجه می‌شوند که دایناسورها عامل کشتار در پایگاه بوده‌اند. اگرچه مأموریت آن‌ها برای یافتن دکتر کیرک ادامه دارد، اما حالا درخواست کمک اولویت پیدا کرده است. رجینا برای فعال‌سازی آنتن اصلی جهت تماس با تیم پشتیبانی حرکت می‌کند. در راه، توسط ولوسیرپتور دیگری مورد حمله قرار می‌گیرد، اما گیل او را نجات داده و سپس به جستجوی دکتر کیرک ادامه می‌دهد. پس از احیای ارتباطات، رجینا به اتاق کنترل بازگشته و سیگنالی روی دستگاه‌های ارتباطی دریافت می‌کنند. ریک که فکر می‌کند ممکن است این سیگنال از طرف کوپر یا تام که شاید در خطر باشند، می‌خواهد این موضوع را بررسی کند. گیل با این ایده مخالفت کرده و پیشنهاد می‌کند که یک تصویر دوربین مداربسته که ممکن است مربوط به کیرک باشد را دنبال کنند. بازیکن باید بین این دو گزینه یکی را انتخاب کند.  
اگر بازیکن گیل را دنبال کند، آن‌ها به دنبال یک مرد ناشناس می‌روند، اما او را گم می‌کنند. ریک سپس به رجینا می‌گوید که تام مرده است. اگر بازیکن ریک را دنبال کند، آن‌ها به تام زخمی و در آستانه مرگ برمی‌خورند. ریک او را به اتاق پزشکی می‌برد، اما یک ولوسیرپتور به آن‌ها حمله می‌کند و تام با فداکاری خودش، دایناسور را کشته و ریک را نجات می‌دهد. بعداً، رجینا و تیم موفق به یافتن کیرک شده و او را دستگیر می‌کنند. در حالی که آن‌ها آماده ترک جزیره با هلیکوپتر می‌شوند، تی-رکس بازگشته و هلیکوپتر را نابود می‌کند و آن‌ها را مجبور به فرار به داخل پایگاه می‌کند، در حالی که کیرک فرار می‌کند. رجینا و ریک به داخل تأسیسات فرار کرده و کلیدهای یک قایق را پیدا می‌کنند، اما یک گرداب فضایی مسیر آن‌ها را مسدود می‌کند. ریک حدس می‌زند که این یک اعوجاج فضازمانی است که دایناسورها را به زمان حال آورده است. آن‌ها از هم جدا شده تا راه فرار دیگری پیدا کنند، و رجینا در نهایت توسط دکتر کیرک با اسلحه تهدید می‌شود. او در حالی که قصد کشتن رجینا را دارد، توسط گیل مورد اصابت قرار گرفته و اسلحه از دستش می‌افتد و آن‌ها دوباره او را دستگیر می‌کنند.  
کیرک فاش می‌کند که دایناسورها با استفاده از فناوری «انرژی سوم» او به زمان حال منتقل شده‌اند. یک شکاف فضایی ایجاد شده و بخشی از جزیره در زمان حال با بخشی از گذشته جایگزین شده است. او سپس توضیح می‌دهد که اگر راکتورها به حالت اضافه‌بار بروند، انرژی آن‌ها و گرداب در صورت تماس یکدیگر را خنثی خواهند کرد. پس از این که رجینا تثبیت‌کننده و آغازگر را پیدا کرده و از آن‌ها برای اضافه‌بار کردن راکتورها استفاده می‌کند، انرژی پایگاه را لرزانده و یک دریچه روی گیل می‌افتد و به کیرک اجازه فرار دوباره می‌دهد. تیم به سمت آبراه برای فرار از انفجار حرکت می‌کند، اما گیل اصرار دارد که باید دکتر را دستگیر کنند. او با کمک تفنگش به دنبال کیرک می‌رود و به رجینا و ریک دستور می‌دهد که اگر تا سی دقیقه دیگر برنگشت، بدون او فرار کنند. رجینا باید انتخاب کند که یا به همراه گیل به دنبال دکتر کیرک برود، یا با ریک فرار کند.  
بر اساس انتخاب بازیکن، پایان‌های مختلفی ممکن است رخ دهد. همه پایان‌ها شامل نبرد با تی-رکس و فرار از جزیره با قایق یا هلیکوپتر است. اگر رجینا کیرک را تعقیب کند، گیل فاش می‌کند که کل این مأموریت یک پوشش بوده و دولت به دنبال کیرک نبوده، بلکه می‌خواسته «انرژی سوم» را برای استفاده در جنگ به دست آورد. پس از دادن یک دیسک حاوی تمام داده‌های انرژی سوم به رجینا، گیل بر اثر جراحات می‌میرد. رجینا، ریک و دکتر کیرک از جزیره فرار می‌کنند. در پایان دیگری، رجینا گیل را بیهوش کرده و به جای تعقیب دکتر کیرک، فرار می‌کند و به او اجازه فرار می‌دهد. در بهترین پایان بازی، رجینا گیل را بیهوش کرده و خودش به تنهایی کیرک را تعقیب می‌کند که منجر به دستگیری او و فرار تیم با هلیکوپتر می‌شود. رجینا، بدون توجه به پایان، در یک ایمیل به مافوق‌های خود سرنوشت تمام شخصیت‌ها را خلاصه کرده و اعلام می‌کند که برای مأموریت بعدی آماده است.

## شخصیت‌ها
رجینا (به انگلیسیس Regina)
گیل (به انگلیسی Gail)
ریک (به انگلیسی Rick)
دکتر کرک (به انگلیسی Dr.Kirk) با اجرای الکس کارزیس

## پایان
این بازی از سه پایان متفاوت برخوردار بود.

## بازتاب‌ها
داینو کرایسیس از سوی سایت‌های معتبری همچون گیم‌اسپات و آی‌جی‌ان به ترتیب امتیازهای ۸٫۵ و ۹٫۲ از ۱۰ را از آن خود کرد.